# محمية شرعان الطبيعية
محمية شرعان الطبيعية هي محمية طبيعية تقع ضمن محافظة العلا في منطقة المدينة المنورة غرب المملكة العربية السعودية، خُصصت من أجل المحافظة على النظام البيئي الطبيعي وإعادة تأهيله. أُطلق مشروع تطوير محمية شرعان في فبراير 2019م كجزء من سلسلة المشاريع الاستراتيجية الرئيسية التي تقوم بها الهيئة الملكية لمحافظة العلا، وتهدف المحمية إلى إعادة التوازن بين النظم البيئية، وإنشاء أكبر صندوق عالمي من نوعه لحماية النمر العربي.

## نبذة
تشكل محمية شرعان الطبيعية كنزًا من الآثار، حيث تحوي رموزًا قديمةً وكتاباتٍ تاريخية، كما تحوي مجموعةً من النباتات والحيوانات، حيث تمتد على مساحة 1500 كيلومتر مربع (579 ميل مربع)، وتنتشر في الصحراء والوديان.

## الهدف
تهدف محمية شرعان إلى الحماية والحفاظ على النظام البيئي في العلا، وتأمين البيئة المناسبة على النحو التالي:
- القضاء على ظاهره التصحُّر.
- حماية الحيوانات البرية من الصيد.
- منع قطع الأشجار، لزيادة الغطاء النباتي.

## الحياة البرية
تحتوي المحمية على العديد من المخلوقات البرية، بما في ذلك النعام والوعل والغزال، بالإضافة إلى مجموعة من الطيور، مثل الوروار الشرقي (آكل النحل) والنسر. إلا أن أكثر هذه الحيوانات جاذبيةً هو النمر العربي المهدد بالانقراض، حيث تسعى المحمية إلى إعادة تأهيل النظام البيئي له.

## الصندوق العالمي لحماية النمر العربي
يركز مشروع تطوير محمية شرعان الطبيعية على جعل المنطقة مناسبة لإطلاق وإعادة توطين النمر العربي المهدد بالانقراض، عن طريق توفير فرائسه البرية ومواطنه الطبيعية والبيئة المناسبة لتعايشه من خلال الصندوق العالمي لحماية النمر العربي، إلى جانب إعـادة تـوطين الأنـواع الأصـيلة فـي المنطقـة، وتطوير الغطاء النباتي وزراعة أشجار الأكاسيا الأصـيلة، وإطـلاق الأنـواع البريـة فـي المحميـة طبقـا للمقـاييس العالمية، ووفقا لإرشادات الاتحاد الدولي للحفاظ على الطبيعة.

## توطين الحيوانات البرية
في شهر مارس 2022، أعادت الهيئة الملكية لمحافظة العلا توطين مجموعة من الحيوانات البرية، وذلك بتوطين 20 مها عربية و50 غزالاً رملياً و 10 وعول جبلية، والتي جلبت من مركز الملك خالد لأبحاث الحياة الفطرية الذي يعمل تحت مظلة المركز الوطني لتنمية الحياة الفطرية. وتتماشى عملية الإطلاق مع إرشادات الاتحاد الدولي لحماية الطبيعة التي تنص على ضرورة مراقبة تطور برنامج إعادة الإدخال، حيث ستقوم الهيئة الملكية لمحافظة العلا بمراقبة الحيوانات التي تم إطلاقها باستخدام الأطواق المتصلة بالأقمار الصناعية ومصيدة الكاميرا وأدوات SMART.
وكانت أولى مبادرات عمليات إطلاق الحيوانات البرية في محمية شرعان الطبيعية كانت في فبراير 2019 من قبل الأمير محمد بن سلمان رئيس مجلس إدارة الهيئة الملكية لمحافظة العلا، وذلك بالتزامن مع إطلاق رؤية العُلا، ثم أطلقت الهيئة عمليتي إطلاق أخرى كانت في نوفمبر 2020 بمحمية شرعان الطبيعية، وفي مارس 2021 بموقع الحِجر، وذلك ضمن خطة طويلة الأمد بالمبادئ الإستراتيجية الـ 12 التي تلتزم بها الهيئة وتهدف إلى تنمية المحافظة تنميةً مستدامةً.

## ميلاد أول غزال في المحمية
في عام 2020، أعلنت الهيئة عبر حسابها بتويتر "X"، عن ميلاد أول غزال في المحمية، حيث غردت المحمية: "التوازن البيئي الواسع النطاق في محمية شرعان الطبيعية، يتحقّق على كافة الأصعدة، ويمهد لعودة الحياة البرية من جديد. نحتفل اليوم بميلاد أول غزال".